# Кларк-Кі
Кларк Кі (Набережна Кларка) [klɑrk kiː] — історична набережна річки Сінгапур. Набережна розташована вище за течією від гирла річки Сінгапур та Бот Кі .

## Етимологія
Кларк Кі названа на честь сера Ендрю Кларка, другого губернатора Сінгапуру та губернатора британських володінь на півострові Малакка Стрейтс-Сетлментс з 1873 по 1875 рік, який відіграв ключову роль у позиціонуванні Сінгапуру як головного порту для малайських штатів Перак, Селангор та Сундж Уджонг . Кларк Кі — це також назва дороги вздовж набережної, частина якої перетворена на пішохідну зону .

## Історія
Річка Сінгапур була центром торгівлі з моменту заснування сучасного Сінгапуру в 1819 році. У колоніальну епоху Бот Кі була комерційним центром, куди ліхтери перевозили товари вгору за течією до складів на Кларка Кі.
Активне використання річки, призвело до забруднення річки. Уряд вирішив перенести вантажні послуги до Пасір-Панджанг .
З 1977 по 1987 рік річку Сінгапур та навколишній простір було очищено. Були розроблені плани переобладнати територію та перетворити її на процвітаючу торгову, житлову та розважальну зону. Також було рекомендовано враховувати історичну цінність Кларк Кі, зробивши обов'язковим доповнення місцевості новими будинками, зберігаючи історичний характер забудови, та реставрувати старі будівлі.
Набережна Кларк Кі щорічно привертає понад 2 мільйони відвідувачів і є важливою соціально-туристичною складовою Сінгапуру. Найважливішим для його успіху є помірність мікроклімату за рахунок розробки складних систем затінення та охолодження, які знижують температуру навколишнього середовища на 4 градуси Цельсія.

## Сьогодні

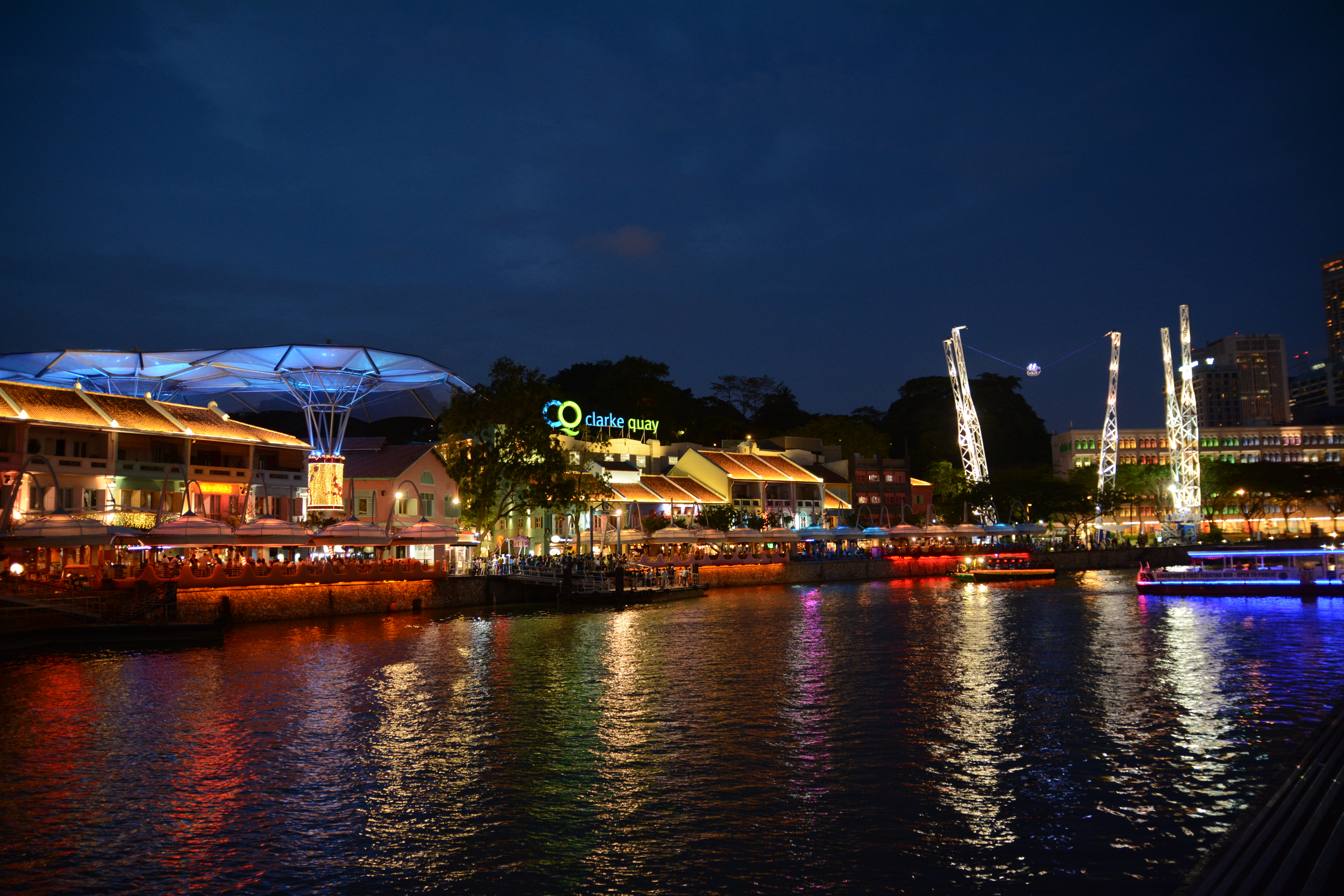
Кларк Кі вночі

В даний час у п'яти блоках відреставрованих складів розміщуються різні ресторани та нічні клуби . Є також пришвартовані китайські джонки (tongkangs), які були перероблені в плаваючі паби та ресторани. До відомих ресторанів і нічних клубів відносяться Hooters і Indochine. З набережної можна вирушити у річкові круїзи та скористатися річковим таксі. Кларк Кі став відомий як центр сінгапурських нічних клубів, включаючи Zirca, і до 2008 року — Ministy of Sound.
Станція MRT Clarke Quay розташована поблизу. Новий торговий центр під назвою The Central, над станцією MRT, був завершений у 2007 році.
У липні 2012 року роздрібний магазин способу життя в Гонконзі GOD відкрив на Набережній флагманський магазин. Він закрився 26 квітня 2015 року.